# Saint-Martin-sur-Armançon
Saint-Martin-sur-Armançon è un comune francese di 145 abitanti situato nel dipartimento della Yonne nella regione della Borgogna-Franca Contea.

## Società

### Evoluzione demografica
Abitanti censiti